# Woodfjorden

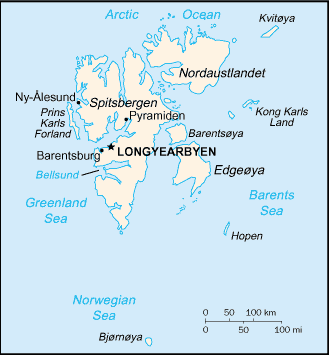
Mappa delle Svalbard.

Il Woodfjorden è un fiordo situato nella parte nord dell'isola di Spitsbergen, la più estesa dell'arcipelago delle isole Svalbard, in Norvegia. Il fiordo è il quarto per lunghezza dell'arcipelago e la sua foce non è molto distante da quella del Wijdefjorden, il più lungo dell'isola e dell'arcipelago.